# Gastrectomie
Gastrectomie is een geheel of gedeeltelijke chirurgische verwijdering van de maag.  Een gastrectomie kan bijvoorbeeld nodig zijn bij maagkanker en perforatie van de maagwand.  Afhankelijk van de omvang van de verwijdering zijn verschillende procedures in gebruik.
- Billroth I-procedure
- Billroth II-procedure
- Operatie van Polya